# Język loun
Język loun – wymarły język austronezyjski z wyspy Seram w prowincji Moluki w Indonezji. Pierwotnie był używany we wsi Loun.
W 1978 r. nie był już w powszechnym użyciu, zachował się jedynie w postaci fragmentarycznych wspomnień (wśród niektórych mieszkańców wsi Latea, uważających się za potomków ludności Loun). Choć część osób wciąż potrafiła przywołać pewne elementy słownictwa, to J.T. Collins nie zdołał zebrać spójnych i kompletnych danych leksykalnych. Można przyjąć, że już wtedy był językiem wymarłym.
Został wyparty przez malajski amboński i indonezyjski.